# Yougounini
Yougounini är en ort i Burkina Faso.   Den ligger i provinsen Province du Bam och regionen Centre-Nord, i den centrala delen av landet, 100 km norr om huvudstaden Ouagadougou. Yougounini ligger 347 meter över havet och antalet invånare är 1 273.
Terrängen runt Yougounini är platt. Närmaste större samhälle är Kongoussi, 12,9 km öster om Yougounini.
Trakten runt Yougounini består i huvudsak av gräsmarker. Runt Yougounini är det ganska tätbefolkat, med 80 invånare per kvadratkilometer.